# جويسئة بيضاء
الجويسئة البيضاء (باللاتينية: Galium album) نوع نباتي عشبي من جنس الجويسئة يتبع الفصيلة الفوية.

## الموئل والانتشار
موطن الجويسئة البيضاء المغرب العربي ومعظم مناطق أوروبا.